# Малорублівська сільська рада
Малорублівська сільська рада — колишній орган місцевого самоврядування у Котелевському районі Полтавської області з центром у селі Мала Рублівка.

## Населені пункти
Сільраді були підпорядковані населені пункти:
- c. Мала Рублівка
- с. Дем'янівка
- с. Лихачівка
- с. Мар'їне